# San Rafael (kommun), Chile
San Rafael är en kommun i Chile.   Den ligger i provinsen Provincia de Talca och regionen Región del Maule, i den södra delen av landet, 220 km söder om huvudstaden Santiago de Chile. Antalet invånare är 7 964. Arean är 264 kvadratkilometer.
Terrängen i San Rafael är platt åt sydost, men åt nordväst är den kuperad.
Trakten runt San Rafael består till största delen av jordbruksmark. Runt San Rafael är det ganska tätbefolkat, med 239 invånare per kvadratkilometer.